# Pedro Guevara (Politiker)

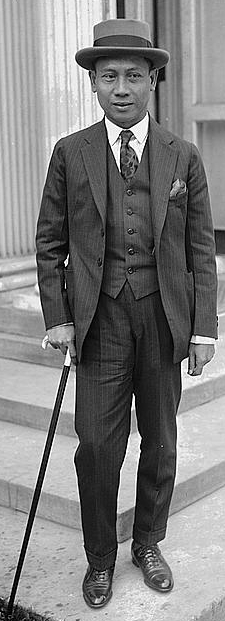
Pedro Guevara (1923)

Pedro Guevara  (* 23. Februar 1879 in Santa Cruz; † 19. Januar 1938 in Manila) war ein philippinischer Politiker. Zwischen 1923 und 1936 vertrat er die Philippinen als Delegierter (Resident Commissioner) im Repräsentantenhaus der Vereinigten Staaten.

## Werdegang
Pedro Guevara besuchte das Ateneo de Manila und absolvierte im Jahr 1896 die Schule San Juan de Letran in Manila. Er nahm am Krieg gegen Spanien teil und war bei der Aushandlung des Friedensvertrages im Jahr 1897 beteiligt. Danach nahm er als Oberstleutnant der philippinischen Streitkräfte am Spanisch-Amerikanischen Krieg von 1898 teil. Später arbeitete er als Jurist. Im Jahr 1907 fungierte er als Berater der Stadt San Felipe Neri. Nach einem Jurastudium und seiner Zulassung als Rechtsanwalt begann er in diesem Beruf zu arbeiten. Politisch war er Mitglied der Nacionalista Party. Zwischen 1909 und 1912 saß er im Repräsentantenhaus und von 1916 bis 1922 gehörte er dem dortigen Senat an. Im Jahr 1921 leitete er die philippinische Delegation auf einer Anwaltskonferenz in Peking.
1922 wurde Guevara von der philippinischen Legislative als nicht stimmberechtigter Delegierter für drei Jahre in das US-Repräsentantenhaus in Washington, D.C. gewählt, wo er am 4. März 1923 die Nachfolge von Jaime C. de Veyra antrat. Nach vier Wiederwahlen konnte er bis zum 14. Februar 1936 im Kongress verbleiben. An diesem Tag wurde er von Quintín B. Paredes abgelöst, der nach einer Reform der Regierungsform in seiner Heimat in dieses Amt gewählt worden war. Guevara war an der Vorbereitung dieser Reform beteiligt. Er starb am 19. Januar 1937 in Manila, wo er auch beigesetzt wurde.